# Кантонисты

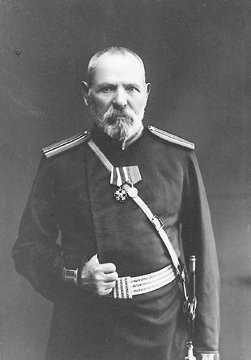
Г. Я. Цам, капитан, выслужившийся из кантонистов

Кантони́сты (от ед. ч. нем. Kantonist или фр. cantoniste — «военнообязанный», «новобранец») — малолетние и несовершеннолетние сыновья нижних воинских чинов Российской империи, сами принадлежавшие к военному званию, то есть к военному ведомству, и в силу своего происхождения обязанные к военной службе.
Кантонисты обучались в «кантонистских» школах (ранее называвшихся «гарнизонными»), а название их воспитанников («кантонисты») было заимствовано из Пруссии (от названия полковых округов — кантонов). Это название относилось и к финским, цыганским, польским, еврейским детям-рекрутам с 1827 года.
При императоре Николае I кантонистские заведения обеспечивали комплектование Русской императорской армии строевыми унтер-офицерами, музыкантами, топографами, кондукторами, чертёжниками, аудиторами, писарями и мастеровыми. Александр II коронационным манифестом отменил закрепощение сыновей нижних чинов военному ведомству и отменил название «кантонист».

## Численность

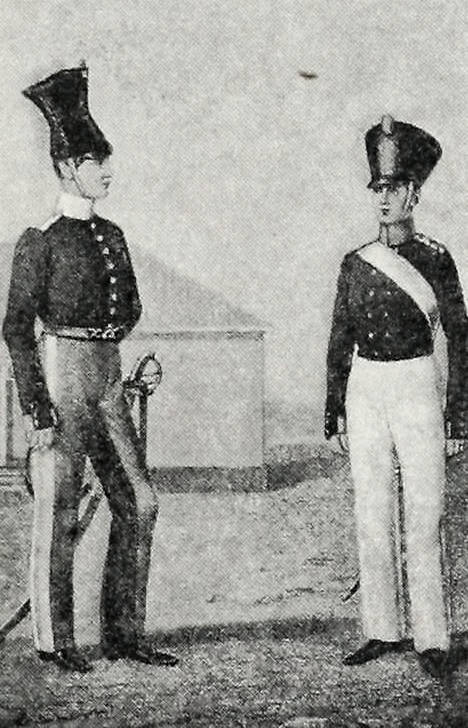
Военные кантонисты учебных эскадронов уланских и учебных батальонов поселенных полков, 1821—1825 гг. (рисунок из «Военной энциклопедии»)

Всего к 1826 году в стране насчитывалось свыше 150 тыс. кантонистов, однако в специальных школах училась только десятая часть от них, прочие воспитывались у родителей и родственников, получая из военного ведомства особое жалование.

## Структура
В 1826 году отделения были преобразованы в чисто военную организацию: роты, полубатальоны, дивизионы, эскадроны и батальоны военных кантонистов. Самыми известными были Казанские батальоны военных кантонистов (с 1838 года они были расквартированы в Казанском Кремле), а также Пермский и Саратовский батальон. Батальоны объединялись в учебные бригады.

## Форма одежды
С 1805 по 1831 год кантонисты носили однобортные куртки (зимой шинели), брюки и фуражные шапки серого цвета, а с 1831 по 1856 год — тёмно-зелёные. Опушка обшлагов и погон была обыкновенно красного цвета. На погонах был указан номер роты.

## Комплектация
Право преимущественного помещения в учебные заведения военных кантонистов принадлежало дворянам, чиновникам, и духовенству, однако выходцы из подобных сословий всегда составляли самый ничтожный процент среди кантонистов. Законные и незаконные дети солдат были обязаны поступать в школы кантонистов в возрасте от 10 до 14 лет и получать там своё образование. Обучаться же в каких бы то ни было гражданских школах и училищах им строго запрещалось. Кроме солдатских детей, в школы кантонистов направлялись сыновья бедных жителей Финляндии, цыган, польских мятежников, шляхтичей, не доказавших своё дворянство, раскольников, а также беспризорные дети и малолетние евреи-рекруты.

## История
В 1805 году всем солдатским детям России было присвоено наименование «кантонистов», которое сохранялось до 1856 года, когда институт военных кантонистов был упразднён. Число их значительно увеличилось по окончании Отечественной войны 1812 года, когда в них добровольно поступило множество мальчиков, оставшихся без призрения после гибели на войне их отцов. К концу правления Александра I число кантонистов в различных армейских формированиях достигало 120 тыс. человек. Предметы наук в военно-сиротских отделениях равнялись тогдашнему гимназическому курсу, военных же наук в них не преподавалось.
В 1824 году военно-сиротские отделения поступили в ведомство военных поселений графа А. А. Аракчеева. В это время были изменены возрастные границы отдельных групп кантонистов: младший — до 10, средний — с 10 до 14 и старший — с 14 до 18 лет. Также изменились и сроки обучения в школах: 4 года — в школе среднего возраста и 4 — в школе старшего возраста. На первое место была выставлена подготовка воспитанников к солдатской службе. В течение всего царствования императора Николая I число этих учебных заведений и их воспитанников постоянно увеличивалось. Наряду с ротами и батальонами, где обучали только грамоте, мастерствам и фронту, разновременно появились специальные школы кантонистов: аудиторская, артиллерийская, инженерная, военно-медицинская, школа топографов и другие; общее количество воспитанников достигло 36 тыс., к 1857 году существовало 52 учебных заведения военных кантонистов, по одному почти в каждом губернском городе.

## Кантонисты-евреи

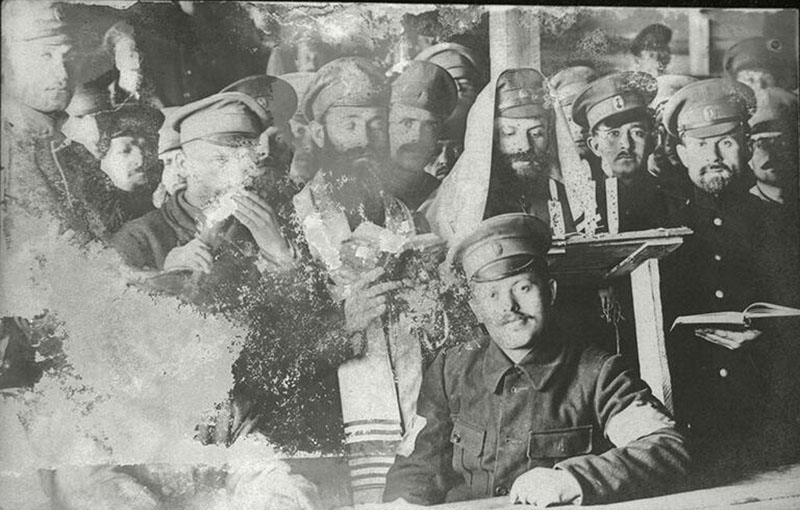
Кантонисты в Русской императорской армии трубят в шофар в Рош ха-Шана

Евреи согласно указу Николая I о введении для них воинской повинности (26 августа 1827) брались в рекруты с 12 лет. Еврейские дети-рекруты до 18 лет направлялись в батальоны кантонистов, откуда большинство их попадало в школы кантонистов, и немногих определяли в села на постой либо в ученики к ремесленникам. Годы пребывания в кантонистах не засчитывались в срок военной службы (25 лет) как евреям, так и неевреям. Квота призыва для еврейских общин составляла десять рекрутов с одной тысячи мужчин ежегодно (для христиан — семь с одной тысячи через год), призыв объявлялся только на один из четырёх призывных округов, то есть каждые 4 года для каждого отдельного округа. От общин, кроме того, требовали расплачиваться «штрафным» числом рекрутов за податные недоимки, за членовредительство и побег призывника (по два за каждого), причём разрешено было пополнять требуемое число призывников малолетними.
Многие евреи в восемнадцать лет были уже женаты и имели детей‚ которых в случае призыва отца должна была содержать затем еврейская община‚ поэтому по решению кагала часто отдавали в солдаты именно малолетних взамен тех‚ кто мог самостоятельно содержать семью. С 1853 года разрешили «обществам и евреям представлять за себя в рекруты беспаспортных своих единоверцев даже из других общин», после чего руководители кагалов стали нанимать так называемых «хапунов»‚ чтобы самим не попасть в солдаты за невыполнение нормы. «Хапуны» похищали еврейских детей, иногда и младше 12 лет, после чего их сдавали в кантонисты. Н. С. Лесков, который сам в 1850 году был в Киеве помощником начальника по «рекрутскому столу», в рассказе «Владычий суд» писал: «Закон дозволял приводить в рекруты детей не моложе 12 лет, но „по наружному виду“ и „на основании присяжных разысканий“ принимали детей и гораздо младше, так как в этом для службы вреда не предвиделось, а оказывались даже кое-какие выгоды — например, существовало убеждение, что маленькие дети скорее обвыкались и легче крестились».
Для евреев-кантонистов существовал текст присяги, который произносился на идише:

Именем Ад-ная живаго, Всемогущаго и вечнаго Б-га Израиля, клянусь, что желаю и буду служить Русскому царю и Российскому Государству, куда и как назначено мне будет во все время службы, с полным повиновением военному Начальству, так же верно, как был бы обязан служить для защиты законов земли Израильской. <…> Но если, по слабости своей, или по чьему внушению, нарушу даваемую мной на верность военной службы присягу: то да падет проклятие вечное на мою душу и да постигнет вместе со мною все мое семейство. Аминь.
— Устав Рекрутской повинности и военной службы для евреев. Дополнительные указания. Ч. 2. стр. 19—42
При этом новобранцы стояли в молитвенных покрывалах перед ковчегом и представителями еврейской общины и гражданских властей. В завершении церемонии трубили в шофар.

## Выпуск кантонистов
Правом на увольнение пользовались:
- прижитые в нижнем звании их отцов законные сыновья штаб-офицеров и военных чиновников соответственных классов, а также всех офицеров и чиновников, имеющих ордена св. Владимира 4 степени;
- один из сыновей обер-офицеров, по их выбору, из числа прижитых ими в нижнем звании, если у них не было сыновей, родившихся после производства;
- один из сыновей нижних чинов, изувеченных на войне;
- один из сыновей вдов нижних чинов, мужья которых были убиты в сражениях или умерли на службе.

Кантонисты, окончившие курс обучения в 18—20-летнем возрасте, назначались на нестроевые должности военного и морского ведомств (в писари, фельдшеры, вахтёры, цейхдинеры, цейхшрейберы и т. п.). Многих также направляли на строевую службу в войска, а некоторые становились учителями в тех учебных заведениях, которые окончили сами. За полученное образование кантонисты-выпускники были обязаны прослужить:
- дворяне — 3 года;
- обер-офицерские дети — 6 лет;
- дети духовных лиц — 8 лет;
- прочие — 25 лет (могли быть произведены в чиновники и оставить военную службу: за отличие — через 12 лет, по выслуге лет — через 20 лет)[9].

Освобождение солдатских детей от принадлежности военному ведомству было даровано императором Александром II, в ряду других милостей, коронационным манифестом 26 августа 1856 года. Тогда же началось постепенное упразднение кантонистских учебных заведений. В 1858 году они были преобразованы в училища военного ведомства, получившие совершенно иной характер. Училища эти в 1866 году были переименованы в военно-начальные школы, а в 1868 году — в военные прогимназии. Некоторое подобие кантонистских учебных заведений имели существовавшие в конце XIX — начале XX веков при гвардейских полках школы солдатских детей, но это подобие чисто внешнее, поскольку воспитанники этих школ солдатских детей не считались принадлежащими к военному ведомству и отдавались в школы по добровольному желанию родителей, а отбывали воинскую повинность по достижении призывного возраста на основаниях, общих для всего населения империи. Назначением этих школ было удовлетворять потребность гвардейских войск в надлежаще подготовленных писарях, музыкантах и певчих.

## В художественной литературе
Кантонисты фигурируют во многих произведениях классической русской литературы второй половины XIX — начала XX века. В частности, в рассказе Н. С. Лескова «Овцебык» (1862) описывается призыв в кантонисты еврейских детей, а у А. П. Чехова в «Крыжовнике» (1898) рассказчик сообщает: «Наш отец Чимша-Гималайский был из кантонистов, но, выслужив офицерский чин, оставил нам потомственное дворянство и именьишко…».
При переезде из Перми в Вятку Александр Герцен встретил эшелон еврейских детей-кантонистов и описал это в книге «Былое и думы»:

Привели малюток и построили в правильный фронт; это было одно из самых ужасных зрелищ, которые я видал, — бедные, бедные дети! Мальчики двенадцати, тринадцати лет еще кой-как держались, но малютки восьми, десяти лет… Ни одна черная кисть не вызовет такого ужаса на холст. Бледные, изнуренные, с испуганным видом, стояли они в неловких, толстых солдатских шинелях с стоячим воротником, обращая какой-то беспомощный, жалостный взгляд на гарнизонных солдат, грубо ровнявших их; белые губы, синие круги под глазами — показывали лихорадку или озноб. И эти больные дети без уходу, без ласки, обдуваемые ветром, который беспрепятственно дует с Ледовитого моря, шли в могилу.